# Féloldali hallásvesztés
A féloldali hallásvesztés vagy féloldali siketség a csak az egyik fület érintő halláskárosodás. Habár hivatalosan nem számít fogyatékosságnak, de megnehezíti az irányhallást, a sérült oldalról hallott beszéd megértését, és zajos környezetben az akárhonnan jövő beszéd megértésében nehézséget okozhat.  Csendes környezetben majdnem olyan jól hallhat az érintett, mintha a másik füle is jól működne.
Okozhatja fizikai sérülés, akusztikus neuróma, kanyaró, mumpsz, labirintitis, fejlődési rendellenesség, Ménière-kór, agyhártyagyulladás vagy mastoiditis.
Egy 1998-ban az Amerikai Egyesült Államokban végzett vizsgálat szerint ezer iskoláskorú gyerek közül 6-12-nek volt valamekkora féloldali hallásvesztése, és közülük 0-5 féloldali siket volt. A becslések szerint 391 000 iskoláskorú gyermeknek volt féloldali halláscsökkenése.

## Féloldali siketség
Féloldali siketség az a féloldali hallásvesztés, amelynek mértéke eléri a siketség határát, tehát a 90 dB-t. Az érintett ekkor tényleg csak az egyik fülével hall.
Kutatások kimutatták, hogy háttérzajban különösen nehéz így megérteni a beszédet. Ugyanolyan erősségű háttérzajban a féloldali siketek a beszélgetésnek csak nagyjából a harmadát, 30-35%-át tudták megérteni.  Több erőfeszítésbe kerül nekik a kommunikáció. Ha nem tudják kompenzálni hátrányukat helyezkedéssel vagy szájról olvasással, akkor nehezen követik a csoportos beszélgetéseket, és a dinamikus odafigyelést igénylő helyzeteket is nehezebben követik.
Ez az állapot azzal is megnehezíti a hallást, hogy rontja a hang forrásának térbeli meghatározásának lehetőségét akár az irányról, akár a távolságról volt szó. Egy Speech, Spatial and Qualities of Hearing Scale (SSQ)-t használó felmérésben még a kétoldali nagyothallóknál is rosszabbul szerepeltek a féloldali siketek.
Következményei lehetnek:
- Ingerlékenység
- Stressz
- Gyakori fejfájás
- Elszigeteltség
- Nyugtalanság még csendes környezetben is
- Nehézség annak meghatározásában, honnan jön a hang
- Figyelemhiányos hiperaktivitás-zavar téves diagnózisa
- Mások személyes terének és hangulatának figyelmen kívül hagyása
- A hangmélység hiánya: a háttérzajokat az agy félreértelmezi, így különösen zavaróvá válnak. Hasonlít ahhoz, mintha zajos környezetben hallgatnánk mono tévét, vagy telefonon beszélgetnénk valakivel, aki zajos környezetben van.
- Képtelenség a háttérzajok kiszűrésére, vagy szelektíven követni egy hangot.
- Idegi eredetű hallásvesztés esetén fülzúgás, aminek magassága és hangereje fáradtság vagy stressz hatására megemelkedhet. Ez tovább nehezíti a beszédértést és rontja a beilleszkedés esélyeit.

Magyarországon az egyik fülére teljesen siket személy - éves jelképes  tagsági díj megfizetése ellenében - jogosult a Siketek és Nagyothallók Országos Szervezete (SINOSZ) tagságára, mellyel számos kedvezményt, többek között ingyenes helyi közlekedést, 90%-kal csökkentett árú távolsági közlekedést vehetnek igénybe. A tagság feltételei többek között:  "Hallásveszteségének átlaga a 250, 500, 1000 és 2000 Hz frekvenciákon a jobban halló fülön a 40 dB-t meghaladja, vagy a rosszabbul halló fülön az átlag eléri a 80 decibelt."

## Kezelése
Az idegrendszer alkalmazkodása nem segít a féloldali hallásvesztésen.  A hagyományos módszerek: helyezkedés, szájról olvasás mellett  gyártanak hallókészülékeket speciálisan a féloldali hallásvesztés kisegítésére.
A Contralateral Routing of Signals (CROS) hallókészülékek a sérült fülbe érkező hangokat az ép fülbe vezetik. Több különböző típusuk van:
- A hagyományos CROS tartalmaz egy mikrofont a sérült fülnél és egy erősítőt az ép fülnél. A kettőt vagy dróttal kötik össze hátul, vagy drót nélküli kommunikációval kapcsolják össze. Néha szemüvegbe építik. A kétoldali hallókészülékekhez hasonlóan néz ki.
- A CIC csontvezetéses CROS egy, a fülcsatornába (CIC) épített csontvezetéses hallókészülék. A rossz fülbe mélyére egy hagyományos légvezetéses hallókészüléket ültetnek. A jó fül a fülcsatorna csontos falának és a középfülnek a rezgését veszi át. A hangokat ide a csontvezetés közvetíti.
- BAHA csontvezetéses[9] CROS Bone Anchored Hearing Aid (BAHA): sebészeti úton beültetett talapzat, ami csontvezetéssel közvetíti a hangot a jó fülbe, és a jó fül csigáját ingerli.
- Szájon keresztüli csontvezetés, ami a fogakon át vezeti a hangot. Az egyik komponens egy hagyományos fül mögötti hallókészülék, ami vezeték nélkül kapcsolódik a szájban hordott, fogszabályzóra emlékeztető másik komponenshez.[10]

2012-ben csak egy kis méretű összehasonlító vizsgálat eredménye volt ismert.
A BAHA rendszerek vizsgálata azt mutatta ki, hogy erősen függnek az alany csontvezetésétől. Egy másik vizsgálat szerint az irányhallás nem javult, de a fej árnyékoló hatása csökkent.

## Következményei
Hagyományosan úgy tekintették, hogy a féloldali halláscsökkenés nem okoz komolyabb problémát. Azonban a kutatások kimutatták, hogy a féloldali halláscsökkenéses iskolás gyerekek rosszabbul tanulnak, és gyakoribb köztük a viselkedési zavar.
A sztereo zenehallgatáskor csak az egyik csatornát tudják kihasználni, így a zene fele elvész. Vagy csak a magas, vagy csak a mély hangokat tudják hallani, de együtt soha, vagy csak a hangszerek egy részét hallhatják. Ezen segítenek azok a fülhallgatók, amelyek kapcsolgathatók a mono és a sztereo üzemmód között. Ilyen például az Apple iPhone-ja.

## Külső linkek
- Siketek és Nagyothallók Országos Szervezete http://sinosz.hu/
- Blog hallássérülteknek: http://sinoszhangforras.hu/
- Amplifon - hallókészülék gyártó http://www.amplifon.hu/Pages/default.aspx
- Baha és Cochlear implantáltak weboldala https://web.archive.org/web/20160408031543/http://www.cochlearimplantaltak.hu/
- Fülimplantáltak Egyesülete https://web.archive.org/web/20160725160509/http://www.fulimplantaltak.hu/
- Baha műtét http://hallasspecialista.blog.hu/2013/11/12/cochlear_baha_4_attract_mutet_hirtv_teljes
- Profound Unilateral Hearing Loss FAQ's and Flash Animation
- BoysTownHospital.org Archiválva 2009. szeptember 1-i dátummal a Wayback Machine-ben
- Unilateral Hearing Loss - Notes